# Rezolucja Rady Bezpieczeństwa ONZ nr 49
Rezolucja Rady Bezpieczeństwa ONZ nr 49 została uchwalona 22 maja 1948 w trakcie 302 sesji Rady Bezpieczeństwa ONZ.
Uznano w niej, że wcześniejsze Rezolucje Rady Bezpieczeństwa ONZ odnoszące się do Palestyny nie zostały spełnione i walki nadal trwają.
1. Wezwano wszystkie rządy i organizacje do powstrzymania się od wszelkich wrogich działań wojskowych w Palestynie, tak aby było możliwe ogłoszenie zawieszenie broni w ciągu 36 godzin od przyjęcia rezolucji.
2. Wezwano Komisję Rozejmu w Palestynie do nadania najwyższego priorytetu negocjacjom i utrzymania zawieszenia broni w mieście Jerozolima.
3. Polecono Komisji Rozejmu w Palestynie (utworzonej na podstawie Rezolucji Rady Bezpieczeństwa ONZ nr 48 z dnia 23 kwietnia 1948) do przedstawienia Radzie Bezpieczeństwa ONZ sprawozdania z realizacji dwóch wcześniejszych punktów niniejszej Rezolucji.
4. Wezwano wszystkie zainteresowane strony do udzielenia wszelkiej pomocy mediatorowi ONZ powołanemu do wykonania Rezolucji Zgromadzenia Ogólnego ONZ nr 186 z dnia 14 maja 1948[1].

Za przyjęciem Rezolucji głosowało wszystkich ośmiu obecnych członków Rady, przy nieobecności przedstawicieli Kolumbii, Ukraińskiej Socjalistycznej Republiki Radzieckiej i Związku Socjalistycznych Republik Radzieckich.